# 恩菲爾德區
恩菲爾德區（英語：London Borough of Enfield，讀音：/ˈlʌndən bʌɹə ɒv ˈɛnfiːld/ⓘ）是英國英格蘭大倫敦外倫敦的自治市，人口285,300，面積82.20平方公里。

## 友好城市
- 法國 库尔伯瓦

## 外部連結
- （英文） 恩菲爾德區政府網 （页面存档备份，存于）

51°36′N 0°05′W / 51.600°N 0.083°W